# Bandiere a stelle e strisce

La bandiera degli Stati Uniti d'America, ispiratrice di varie bandiere di tutto il mondo.

Le bandiere a stelle e strisce sono una famiglia di bandiere ispirate al vessillo degli Stati Uniti d'America.
Il numero delle stelle (o degli altri motivi astronomici) e delle strisce è variabile, come anche i colori. La bandiera del Cile, ad esempio, presenta una sola stella e due sole strisce, ma ha gli stessi colori bianco, blu e rosso di quella statunitense. Denominata La estrella solitaria, è a sua volta simile alla bandiera texana dallo stesso nome (Lone Star Flag).
Le bandiere a stelle e strisce sono diffuse in tutto il mondo. In Africa è di chiara derivazione statunitense la bandiera della Liberia, stato fondato da coloni americani ex schiavi. La bandiera liberiana presenta undici strisce e una sola stella, che sostituì la croce adottata prima dell'indipendenza formale (1847). In Asia è la bandiera della Malaysia a richiamare più da vicino la Stars and Stripes. Oltre che dalla combinazione cromatica, ciò è evidenziato dal simbolismo della stella (che qui si affianca a una luna) e delle strisce, rappresentanti il numero degli stati federati. In America meridionale adotta un criterio analogo la bandiera dell'Uruguay, anche se la combinazione cromatica e il simbolismo del "sole di maggio" si legano piuttosto allo stendardo delle Province Unite del Río de la Plata.
Esiste anche una bandiera locale, quella dell'atollo di Bikini, molto simile alla Stars and Stripes e concepita per ricordare agli Stati Uniti il loro debito alla popolazione del luogo per l'effettuazione del test nucleare del 1954.

## Bandiere a stelle e strisce

### Bandiere nazionali

Bandiera del Cile
Bandiera di Cuba
Bandiera della Liberia
Bandiera della Malaysia
Bandiera di Porto Rico
Bandiera del Sudan del Sud
Bandiera del Togo
Bandiera dell'Uruguay

### Bandiere non nazionali

Bandiera dell'Amazonas
Bandiera della Carolina del Nord
Bandiera della Georgia
Bandiera del Goiás
Bandiera del Maranhão
Bandiera dell'Ohio
Bandiera del Piauí
Bandiera del Sergipe
Bandiera dello Stato di San Paolo
Bandiera del Texas
Bandiera della Bretagna
Bandiera dell'Atollo di Bikini

### Bandiere storiche

Bandiera storica del Brasile (1889)
Bandiera non ufficiale della Florida (1861)
Bandiera storica della Louisiana (1861-1912)
Bandiera storica della Nuova Guinea Occidentale (1961-1962)
Bandiera storica del Salvador (1869-1912)
Bandiera storica dell'Uruguay (1828-1830)
Bandiera storica del Vermont (1804-1837)
Bandiera storica del Vermont (1837-1923)
Bandiera proposta per Panama